# Фиалка тихоокеанская
Фиа́лка тихоокеа́нская (лат. Vīola pacīfica)  — вид растений рода Фиалка (Viola) семейства Фиалковые (Violaceae).

## Ботаническое описание
Многолетнее травянистое растение высотой до 20 см. Корневище косое, длиной 0,5—5 см и толщиной до 0,6 см.
Листья яйцевидные либо продолговато-яйцевидные, густо опушённые.
Прицветники 5-9 мм длиной, голые, заострённые, расположены в средней части цветоножки. Лепестки продолговато-яйцевидные. Цветки белого цвета. Наблюдается клейстогамия.
Плод  — овальная коробочка.
Число хромосом 2n=24.

## Распространение и среда обитания
Обитает на скалах и склонах, среди кустарников и зарослей травы.
Описана из окрестностей Владивостока.

## Ареал
Дальний Восток.